# Eola
Eola és una concentració de població designada pel cens dels Estats Units a l'estat d'Oregon. Segons el cens del 2000 tenia 49 habitants.

## Demografia
Segons el cens del 2000, Eola tenia 49 habitants, 29 habitatges, i 6 famílies. La densitat de població era de 315,3 habitants per km².
Dels 29 habitatges en un 3,4% hi vivien nens de menys de 18 anys, en un 20,7% hi vivien parelles casades, en un 0% dones solteres, i en un 75,9% no eren unitats familiars. En el 69% dels habitatges hi vivien persones soles el 13,8% de les quals corresponia a persones de 65 anys o més que vivien soles. El nombre mitjà de persones vivint en cada habitatge era d'1,69 i el nombre mitjà de persones que vivien en cada família era de 3,14.
Per edats la població es repartia de la següent manera: un 10,2% tenia menys de 18 anys, un 4,1% entre 18 i 24, un 26,5% entre 25 i 44, un 49% de 45 a 60 i un 10,2% 65 anys o més.
L'edat mediana era de 50 anys. Per cada 100 dones de 18 o més anys hi havia 131,6 homes.
La renda mediana per habitatge era de 12.361 $ i la renda mediana per família de 0 $. Els homes tenien una renda mediana de 0 $ mentre que les dones 0 $. La renda per capita de la població era de 9.489 $. Cap de les famílies i el 29,8% de la població estaven per davall del llindar de pobresa.

## Poblacions més properes
El següent diagrama mostra les poblacions més properes.